# Skrubbtaggsvamp
Skrubbtaggsvamp (Hydnellum scrobiculatum) är en svampart som först beskrevs av Elias Fries, och fick sitt nu gällande namn av Petter Adolf Karsten 1879. Skrubbtaggsvamp ingår i släktet korktaggsvampar och familjen Bankeraceae.  Artens status i Sverige är: Ej påträffad. Inga underarter finns listade i Catalogue of Life.

## Bildgalleri

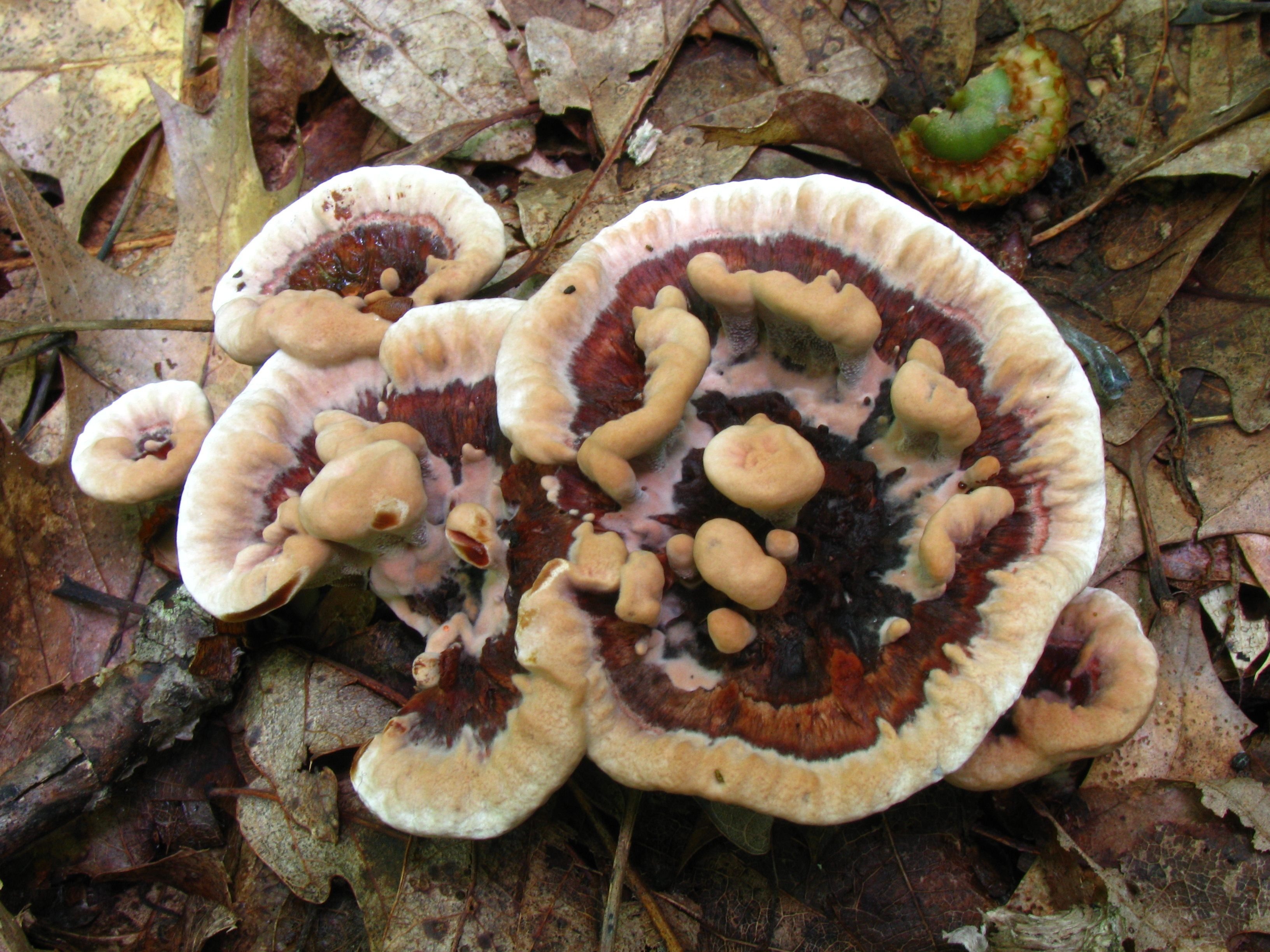